# Batarang
En batarang er et kastevåben, der bliver brugt af DC Comics superhelt Batman, der er udformet stilistisk som en flagermus. Navnet er et portmanteau af bat (flagermus) og boomerang, og det blev oprindeligt stavet baterang. Selvom de oprindeligt  var navngivet efter boomeranger, så er det blevet mere som shuriken i nyere fortolkninger. De er siden blevet en fast del af Batmans arsenal og de optræder i alle større Batman-film og tv-serier. Nyere fortolkninger af Batman bruger desuden batarangen til kastevåben (som alternativ til skydevåben, som Batman ikke bruger, fordi det var skydevåben, der slog hans forældre ihjel), og de anvendes til at slå skydevåben ud af skurkes hænder.
En baterang fra filmen Batman & Robin (1997) blev doneret til Smithsonian Institution, og findes i dag i National Museum of American Historys underholdningssamling.